# Ligares
Ligares es una freguesia portuguesa del municipio de Freixo de Espada à Cinta, con 46,91 km² de superficie y 520 habitantes (2001). Su densidad de población es de 11,1 hab/km².